# Handels- och sjöfartsnämnd
Handels- och sjöfartsnämnd var en myndighet i Sveriges större städer, bestående av 7–12 ledamöter, som utsågs av stadsfullmäktige. Nämndens uppgift var att avge utlåtanden i ärenden rörande handel och sjöfart men har dessutom en del befogenheter, såsom att vid behov antaga stadsmäklare och i vissa fall notarius publicus.